# نويل غودين
نويل غودين (بالفرنسية: Noël Godin) (و. 1945 – م) هو مخرج سينمائي، وممثل، وكاتب من بلجيكا . ولد في لييج .

## روابط خارجية
- نويل غودين على موقع IMDb (الإنجليزية)
- نويل غودين على موقع ألو سيني (الفرنسية)
- نويل غودين على موقع أول موفي (الإنجليزية)
- نويل غودين على موقع قاعدة بيانات الفيلم (الإنجليزية)
- نويل غودين على موقع كينوبويسك (الروسية)